# Parasarsiella benthedi
Parasarsiella benthedi is een mosselkreeftjessoort uit de familie van de Sarsiellidae. De wetenschappelijke naam van de soort is, als Metasarsiella benthedi, voor het eerst geldig gepubliceerd in 1992 door Kornicker.